# Tabinja mrkulja
Tabinja mrkulja (lat. Phycis phycis) morska je riba iz porodice bakalara (Gadidae). U Hrvatskoj je još nazivaju babinja, tabinjica ili tabina.

## Opis
Tijelo je izduženo i bočno blago spljošteno. Oči su velike, okrugle, nešto manje od dužine gubice. Ispod brade joj se nalazi crvoliki pipak (ticalo). Ima dvije leđne peraje od kojih je prva kraća sa zaobljenim vrhom, a druga je dugačka. Tamnokestenjaste je boje, a prema trbuhu je svjetlija. Neparne peraje su obrubljene uskom bijelom i tamnom prugom. Ima poveći stomak u kojem veliki dio zauzimaju jetra. Raste do 64 cm u dužinu i do 3,5 kg težine.

## Rasprostranjenost
Obitava u istočnom Atlantiku od obala Portugala do obala Maroka, u Sredozemnom moru i oko Azora.
Rasprostranjena je diljem Jadrana.

## Način života i ishrana
Tabinja mrkulja živi na svim vrstama dna. Voli tamu i mrklu noć a skriva se u dubokim rupama iz kojih rijetko izlazi. U mraku se tabinja snalazi pomoću otolita koji se nalaze u lubanji a služe joj kao organi za ravnotežu. Od osjetila se koristi i pipaljkama kojima u potpunom mraku opipava dno. Živi na dubinama od 100 do 650 m, a u Jadranu od 5 do 270 m dubine.
Početkom noći tabinja mrkulja izlazi iz svoje rupe u potrazi za hranom a hrani se strvinama drugih riba, sitnim crvićima i račićima koji su joj najdraža hrana. 

## Razmnožavanje
Tabinje mrkulje se mrijeste zimi.

## Gospodarska vrijednost
Tabinja je podcijenjena riba iako joj je meso izrazito ukusno. Jetra joj obiluju Omega-3 masnim kiselinama pa je jako zdrava. Lovi se vršama i parangalima. 

## Vanjske poveznice
|  | Zajednički poslužitelj ima stranicu o temi Phycis phycis    |
|  | Zajednički poslužitelj ima još gradiva o temi Phycis phycis |
|  | Wikivrste imaju podatke o taksonu Phycis phycis             |